# 有限深方形阱

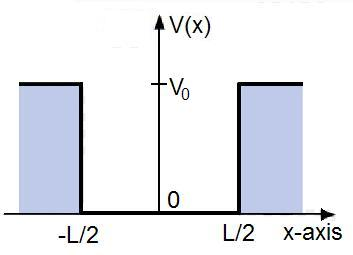
有限深方形阱。阱寬為。阱內位勢為0。在阱壁，位勢突然升高為。阱外位勢保持為。

在量子力學裏，有限深方形阱，又稱為有限深位勢阱，是無限深方形阱的延伸。有限深方形阱是一個阱內位勢為0，阱外位勢為有限值的位勢阱。關於一個或多個粒子，在這種位勢作用中的量子行為的問題，稱為有限深位勢阱問題。與無限深方形阱問題不同的是，在阱外找到粒子的機率大於0。
在經典力學裏，假若，粒子的能量小於阱壁的位勢，則粒子只能移動於阱內，無法存在於阱外。截然不同地，在量子力學裏，雖然粒子的能量小於阱壁的位勢，在阱外找到粒子的機率大於0。

## 一維阱定義
一維有限深方形阱的阱寬為{\displaystyle L\,\!}，左邊阱壁與右邊阱壁的位置分別為{\displaystyle x=-L/2\,\!}與{\displaystyle x=L/2\,\!}。阱內位勢為0。在阱壁，位勢突然升高為{\displaystyle V_{0}\,\!}。阱外位勢保持為{\displaystyle V_{0}\,\!}。這一維阱將整個一維空間分為三個區域：阱左邊，阱內，與阱右邊。在每一個區域內，對應著不同的位勢，描述粒子的量子行為的波函數{\displaystyle \psi \,\!}也不同，標記為：:78-82
{\displaystyle \psi =\psi _{1}\,\!}：阱左邊，{\displaystyle x<-L/2\,\!}（阱外區域），
{\displaystyle \psi =\psi _{2}\,\!}：阱內，{\displaystyle -L/2<x<L/2\,\!}（阱內區域），
{\displaystyle \psi =\psi _{3}\,\!}：阱右邊，{\displaystyle x>L/2\,\!}（阱外區域）。
這些波函數，都必須滿足，一維不含時間的薛丁格方程式：
{\displaystyle -{\frac {\hbar ^{2}}{2m}}{\frac {d^{2}\psi }{dx^{2}}}+V(x)\psi =E\psi \,\!}；(1)
其中，{\displaystyle \hbar \,\!}是約化普朗克常數，{\displaystyle m\,\!}是粒子質量，{\displaystyle x\,\!}是粒子位置，{\displaystyle V(x)\,\!}是位勢，{\displaystyle E\,\!}是能量。

### 阱內區域
在阱內，位勢{\displaystyle V(x)=0\,\!}，方程簡化為：
{\displaystyle -{\frac {\hbar ^{2}}{2m}}{\frac {d^{2}\psi _{2}}{dx^{2}}}=E\psi _{2}\,\!}。(2)
設定波數{\displaystyle k\,\!}為
{\displaystyle k={\frac {\sqrt {2mE}}{\hbar }}\,\!}。(3)
代入方程(2)：
{\displaystyle {\frac {d^{2}\psi _{2}}{dx^{2}}}=-k^{2}\psi _{2}\,\!}。
這是一個經過頗多研究的二階常微分方程。一般解本徵函數{\displaystyle \psi _{2}(x)\,\!}是正弦函數與餘弦函數的線性組合：
{\displaystyle \psi _{2}=A\sin(kx)+B\cos(kx)\quad \,\!}；
其中，{\displaystyle A\,\!}與{\displaystyle B\,\!}都是複值常數，由邊界條件而決定。

### 阱外區域
在阱外，位勢{\displaystyle V(x)=V_{0}>0\,\!}，薛丁格方程為：
{\displaystyle -{\frac {\hbar ^{2}}{2m}}{\frac {d^{2}\psi _{1}}{dx^{2}}}=(E-V_{0})\psi _{1}\,\!}。
視能量是否大於位勢而定，有兩種不同的解答。一種是自由粒子解答，另一種是束縛粒子解答。

## 束縛態
假若，粒子的能量小於位勢：{\displaystyle E<V_{0}\,\!}，則這粒子束縛於位勢阱內．稱這粒子的量子態為束縛態（bound state）。設定
{\displaystyle \alpha ={\frac {\sqrt {2m(V_{0}-E)}}{\hbar }}\,\!}。(4)
代入方程(1)：
{\displaystyle {\frac {d^{2}\psi _{1}}{dx^{2}}}=\alpha ^{2}\psi _{1}\,\!}。
一般解是指數函數。所以，阱左邊區域與阱右邊區域的波函數分別是
{\displaystyle \psi _{1}=Fe^{-\alpha x}+Ge^{\alpha x}\,\!}，
{\displaystyle \psi _{3}=He^{-\alpha x}+Ie^{\alpha x}\,\!}；
其中，{\displaystyle F\,\!}，{\displaystyle G\,\!}，{\displaystyle H\,\!}，{\displaystyle I\,\!}都是常數。
從正確的邊界條件，可以找到常數{\displaystyle A\,\!}，{\displaystyle B\,\!}，{\displaystyle F\,\!}，{\displaystyle G\,\!}，{\displaystyle H\,\!}，{\displaystyle I\,\!}的值。

### 束縛態的波函數
薛丁格方程的解答必須具有連續性與連續可微性。這些要求是前面導引出的微分方程的邊界條件。
總結前面導引出的結果，波函數{\displaystyle \psi \,\!}的形式為：
{\displaystyle \psi _{1}=Fe^{-\alpha x}+Ge^{\alpha x}\,\!}：阱左邊，{\displaystyle x<-L/2\,\!}（阱外區域），
{\displaystyle \psi _{2}=A\sin(kx)+B\cos(kx)\,\!}：阱內，{\displaystyle -L/2<x<L/2\,\!}（阱內區域），
{\displaystyle \psi _{3}=He^{-\alpha x}+Ie^{\alpha x}\,\!}：阱右邊，{\displaystyle x>L/2\,\!}（阱外區域）。
當{\displaystyle x\,\!}趨向負無窮，包含{\displaystyle F\,\!}的項目趨向無窮。類似地，當{\displaystyle x\,\!}趨向無窮，包含{\displaystyle I\,\!}的項目趨向無窮。可是，波函數在任何{\displaystyle x\,\!}都必須是有限值。因此，必須設定{\displaystyle F=I=0\,\!}。阱外區域的波函數變為
{\displaystyle \psi _{1}(x)=Ge^{\alpha x}\,\!}，
{\displaystyle \psi _{3}(x)=He^{-\alpha x}\,\!}。
在阱左邊，隨著{\displaystyle x\,\!}越小，波函數{\displaystyle \psi _{1}(x)\,\!}呈指數遞減。而在阱右邊，隨著{\displaystyle x\,\!}越大，波函數{\displaystyle \psi _{3}(x)\,\!}呈指數遞減。這是合理的。這樣，波函數才能夠歸一化。
由於有限深方形阱對稱於{\displaystyle x=0\,\!}，可以利用這對稱性來省略計算步驟。波函數不是奇函數就是偶函數。

### 奇的波函數
假若，波函數{\displaystyle \psi \,\!}是奇函數，則 
{\displaystyle \psi _{2}=A\sin(kx)\,\!}，
{\displaystyle G=-H\,\!}，
{\displaystyle \psi _{1}(-x)=-\psi _{3}(x),\qquad \qquad x\geq 0\,\!}，
由於整個波函數{\displaystyle \psi \,\!}必須滿足連續性與連續可微性。在阱壁，兩個波函數的函數值與導數值都必須相配：
{\displaystyle \psi _{1}(-L/2)=\psi _{2}(-L/2)\,\!}
{\displaystyle \left.{\frac {d\psi _{1}}{dx}}\right|_{x=-L/2}=\left.{\frac {d\psi _{2}}{dx}}\right|_{x=-L/2}\,\!}
將波函數的公式代入：
{\displaystyle Ge^{-\alpha L/2}=-A\sin(kL/2)\,\!}，(5)
{\displaystyle \alpha Ge^{-\alpha L/2}=kA\cos(kL/2)\,\!}。(6)
方程(6)除以方程(5)，可以得到：
{\displaystyle \alpha =-k\cot(kL/2)\,\!}。
從方程(3)與(4)，可以求得常數{\displaystyle \alpha \,\!}與波數{\displaystyle k\,\!}的關係：
{\displaystyle \alpha ^{2}={\frac {2mV_{0}}{\hbar ^{2}}}-k^{2}\,\!}。
所以，波數是離散的，必須遵守以下方程：
{\displaystyle k^{2}={\frac {2mV_{0}}{\hbar ^{2}}}\sin ^{2}(kL/2)\,\!}。
這也造成了離散的能量。

### 偶的波函數
假若，波函數{\displaystyle \psi \,\!}是偶函數，則 
{\displaystyle \psi _{2}=A\cos(kx)\,\!}，
{\displaystyle G=H\,\!}，
{\displaystyle \psi _{1}(-x)=\psi _{3}(x),\qquad \qquad x\geq 0\,\!}，
由於整個波函數{\displaystyle \psi \,\!}必須滿足連續性與連續可微性。在阱壁，兩個波函數的函數值與導數值都必須相配：
{\displaystyle \psi _{1}(-L/2)=\psi _{2}(-L/2)\,\!}
{\displaystyle \left.{\frac {d\psi _{1}}{dx}}\right|_{x=-L/2}=\left.{\frac {d\psi _{2}}{dx}}\right|_{x=-L/2}\,\!}
將波函數的公式代入：
{\displaystyle Ge^{-\alpha L/2}=A\cos(kL/2)\,\!}，(7)
{\displaystyle \alpha Ge^{-\alpha L/2}=kA\sin(kL/2)\,\!}。(8)
方程(8)除以方程(7)，可以得到：
{\displaystyle \alpha =k\tan(kL/2)\,\!}。
從方程(3)與(4)，可以求得常數{\displaystyle \alpha \,\!}與波數{\displaystyle k\,\!}的關係：
{\displaystyle \alpha ^{2}={\frac {2mV_{0}}{\hbar ^{2}}}-k^{2}\,\!}。
所以，波數是離散的，必須遵守以下方程：
{\displaystyle k^{2}={\frac {2mV_{0}}{\hbar ^{2}}}\cos ^{2}(kL/2)\,\!}。
這也造成了離散的能量。

## 散射態
假若，一個粒子的能量大於位勢，{\displaystyle E>V_{0}\,\!}，則這粒子不會被束縛於位勢阱內。因此，在這裏，粒子的量子行為主要是由位勢阱造成的散射（scattering）行為。稱這粒子的量子態為散射態。稱這不被束縛的粒子為自由粒子。更強版的定義還要求位勢為常數。假若，一維空間分為幾個區域，只有在每個區域內，位勢為常數；而在區域與區域之間，位勢不相等，則稱此粒子為半自由粒子。自由粒子和半自由粒子的能量大於位勢，{\displaystyle E>V_{0}\,\!}，不會被束縛於位勢阱內，能量不是離散能量譜的特殊值，而是大於或等於{\displaystyle V_{0}\,\!}的任意值。波數{\displaystyle \kappa \,\!}，用方程式表達為{\displaystyle \kappa ={\frac {\sqrt {2m(E-V_{0})}}{\hbar }}\,\!}，也不是離散量。代入方程(1)：
{\displaystyle {\frac {d^{2}\psi _{1}}{dx^{2}}}=-\kappa ^{2}\psi _{1}\,\!}，
{\displaystyle {\frac {d^{2}\psi _{3}}{dx^{2}}}=-\kappa ^{2}\psi _{3}\,\!}。
解答形式與阱內區域的解答形式相同：
{\displaystyle \psi _{1}=C_{1}\sin(\kappa x)+D_{1}\cos(\kappa x)\,\!}，
{\displaystyle \psi _{3}=C_{3}\sin(\kappa x)+D_{3}\cos(\kappa x)\,\!}。
其中，{\displaystyle C_{1}\,\!}、{\displaystyle D_{1}\,\!}、{\displaystyle C_{3}\,\!}、{\displaystyle D_{3}\,\!}，都是常數。

## 參閱
- 自由粒子
- 無限深方形阱
- 有限位勢壘
- 球對稱位勢
- Delta位勢阱
- Delta位勢壘
- 量子穿隧效應
- 盒中氣體